# Фудзівара но Мороміті
Фудзівара но Мороміті (*藤原 師通, 1062  —18 липня 1099) — середньовічний японський державний діяч, поет, каліграф, музика періоду Хейан, кампаку в 1094—1099 роках.

## Життєпис
Походив з аристократичного роду Фудзівара. Старший син Фудзівара но Мородзане, сешшьо і кампаку. Народився у 1062 році. 1072 року оголошено повнолітнім та надано молодший п'ятий ранг. 1073 року надано старший п'ятий ранг, а наприкінці того ж року — молодший четвертий ранг. Таке швидке проходження рангами було здійснено дідом Фудзівара но Мородзане в умовах боротьби з імператором Сіракавою. Мородзане прагнув розширити коло представників Фудзівара на провідних посадах та серед вищої знатті (куґе). 1074 року призначено кокусі провінції Омі. 1075 році стає власником молодшого третього рангу. 1076 року призначено радником третього класу, завдяки чому Мороміті став членом куґе.
1077 року призначено імператорським радником, Правим начальником гвардії. Наприкінці року стає середнім державним радником. 1079 році надано молодший другий ранг. 1080 року надано старший другий ранг та посаду старшого державного радника. 1083 року стає двірцевим міністром.
У 1094 році після відставки свого батька обійняв посаду кампаку, очоливши клан Фудзівара. Продовжив боротьбу з екс-імператором Сіракавою, який фактично керував за свого сина імператора Хорікаву. Того ж року призначено Лівим міністром, але це не сприяло успіху у боротьбі з Сіракавою. 1096 році отримав молодший перший ранг. В розпал інтриг та політичних суперечок Фудзівара но Мороміті помер. Його справу продовжив старший син Фудзівара но Тададзане.

## Творчість
З його доробку відомий щоденник «Ґо-Нідзо Кампаку Мороміті-кі», де надано опис подій з 1080-х років, зокрема потужного землетрусу 1096 року. У 1092 році видав збірку віршів у жанрі ренґа в формі ічідза, де вірші поєднану в єдину групу. Також вірші МороміБув визначнив музикою на інструменті біва.